# Илиу Мелатрон
Или́у Ме́латрон (греч. Ιλίου Μέλαθρον, «Илионский дворец») — дом Генриха Шлимана в центре Афин, ныне занят Нумизматическим музеем.
Дом был построен в 1878—1879 годах на Университетской улице (Панэпистимиу) немецким архитектором Эрнстом Циллером в эклектическом стиле, сочетающим в себе элементы эпохи Возрождения и неоклассицизма. Год ушёл на отделку внутренних помещений и роспись стен, которую выполнил словенский художник, живший в Вене, — Юрий Субик (1855—1890). Стоимость постройки составила 890 000 франков. Дом включал 25 помещений на двух этажах, в том числе обширный зал, который мог использоваться для торжеств и научных мероприятий. Отделка была выполнена в стиле помпейских фресок, изображая сцены Троянской войны, свастики, украшавшие мозаичные полы и элементы ограды, были заимствованы из троянских орнаментов. Здание с самого начала включало музейные элементы, поскольку две комнаты на первом этаже были заняты археологическими находками самого Шлимана. Сам археолог жил в доме до своей кончины в 1890 году, его жена — София Шлиман — владела домом до 1926 года, когда продала его греческому правительству. Первое время дом был отдан для художественного музея. В 1934—1981 годах особняк использовался как резиденция Верховного кассационного суда, далее в сильно повреждённом особняке располагалось министерство культуры. В 1985 году было принято решение передать здание музею. 1990-е годы здание было отреставрировано по первоначальному проекту (окончательно работы были завершены к 2007 году), с 1998 года туда переехал Нумизматический музей.